# Inés Remersaro
Inés Remersaro Coronel, född 2 december 1992, är en uruguayansk simmare. 
Remersaro tävlade för Uruguay vid olympiska sommarspelen 2012 i London, där hon blev utslagen i försöksheatet på 100 meter ryggsim. Vid olympiska sommarspelen 2016 i Rio de Janeiro blev Remersaro utslagen i försöksheatet på 100 meter frisim.